# Juan Esteban Pedernera

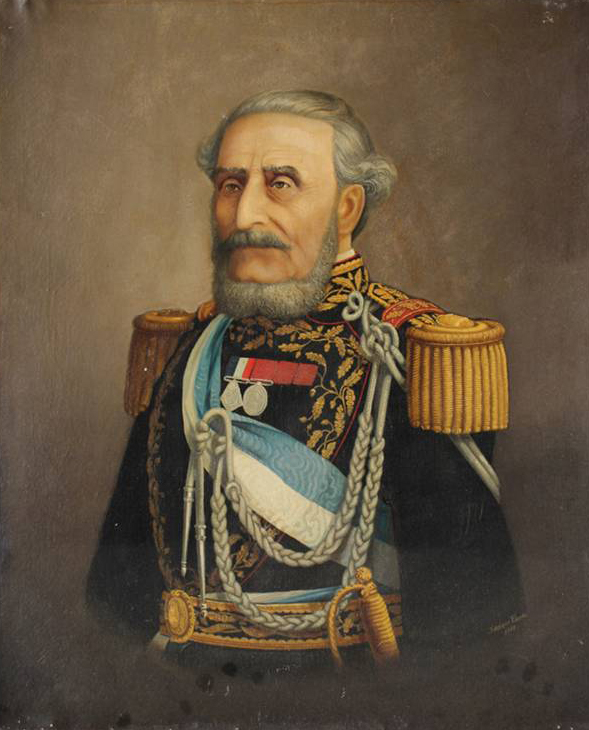
Juan Esteban Pedernera

Juan Esteban Pedernera (San José del Morro, 25 december 1796 - Buenos Aires, 1 februari 1886) was interim president van Argentinië gedurende iets meer dan een maand in 1861.
Hij werd in 1796 geboren in San José del Morro, provincie San Luis, en groeide op in een klooster. Vrij jong al verliet hij dit klooster om zich aan te sluiten bij het leger als grenadier. Door José de San Martín werd hij opgeroepen om te vechten tegen de Spanjaarden. In 1815, vocht hij in Chacabuco, Maipú, en later vocht hij ook mee voor de bevrijding van Peru. Tijdens gevechten om het eiland Chiloé werd hij door de Spanjaarden gevangengenomen, maar hij wist te ontsnappen. 
In de Argentijnse burgeroorlog vocht hij aan de kant van Generaal José María Paz, in La Tablada tegen Juan Manuel de Rosas. Hij ging in ballingschap, maar na de val van de Rosas keerde hij terug, en werd senator voor de provincie San Luis. In 1859 werd hij zelf gouverneur van deze provincie. 
In 1860 werd hij de vicepresident van Santiago Derqui, wiens taken hij overnam toen deze in 1860 aftrad. In 1882 werd hij vervangen door Bartolomé Mitre.
- Bibliothèque nationale de France: cb177194762 (data)
- Gemeinsame Normdatei: 1199378402
- International Standard Name Identifier: 0000 0004 6465 8119
- Virtual International Authority File: 225152331594903260005
- WorldCat: E39PBJwxMhfQymDDJD4gK6FdwC